# Strålingspåvirkning
Strålingspåvirkning eller eng. Radiative forcing er et mål for en naturlig eller menneskeskabt faktors påvirkning af klimaet. Strålingspåvirkningen er defineret som ændringen af netto-irradiansen ved tropopausen. Netto-irradiansen er forskellen mellem den indgående solstråling og den udgående varmestråling fra Jorden målt i W/m2.
Strålingspåvirkningen har vist sig som et nyttigt begreb i studiet af naturlige og menneskeskabte klimaændringer, og er introduceret af og bruges i rapporterne fra FNs klimapanel, IPCC.